# Митпэкинг
Ми́тпэ́кинг (англ. Meatpacking District; дословно: «Мясоразделочный район») — исторический район на западе Нижнего Манхэттена. На западе Митпэкинг ограничен шоссе Линкольна, на севере — 14-й улицей, на востоке — 8-й авеню, на юге — 13-й улицей и Гансворт-стрит.

## История
Возведение жилой застройки в районе началось около 1840 года. В архитектуре доминировал неогреческий стиль. Спустя некоторое время на Гудзоне в границах района был построен крупный порт. В западной части квартала были открыты производства железа и терракоты, в восточной же, где проживало большинство жителей — деревообделочные, малярные, гранитные, штукатурные мастерские, плотницкие и лесосклады. К началу 1860-х годов к западу от 9-й авеню и Гринвич-стрит и к северу от 10-й улицы открылось множество перегонных мануфактур, производивших скипидар и камфен.

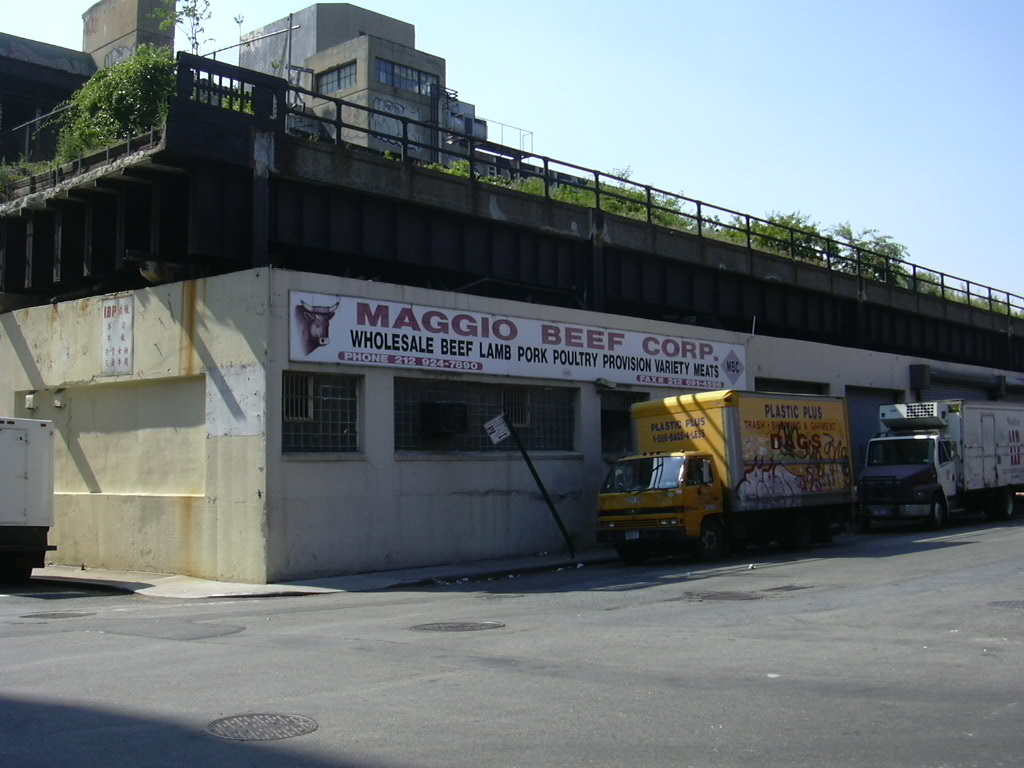
Одна из немногочисленных скотобоен, оставшихся в квартале

В 1870-х годах район стал ещё менее привлекательным для проживания. Частные дома начали вытесняться многоквартирными жилищами. К 1869 году вдоль 9-й авеню и Гринвич-стрит была возведена надземная железная дорога. В 1879 году в квартале был открыт рынок Гансворт-маркет (англ. Gansevoort Market), на котором фермеры со всей страны продавали свои продукты. В 1884 году крупный мясной рынок Уэст-Уошингтон-маркет (англ. West Washington Market) переехал в комплекс из десяти кирпичных зданий, находящийся на Вест-стрит над рекой Гудзон. В 1900 году в районе располагалось уже 250 скотобоен и мясных производств. К 1920-х годам в районе, помимо мясопереработки, ставшей к тому времени основным видом деятельности, производились сигары, косметика, осуществлялись ремонтные, полиграфические и прочие услуги. В 1929 году, после продолжительных переговоров, проходившая через район грузовая железная дорога Хай-Лайн, ныне недействующая, была включена в план развития Вест-Сайда. В 1934 году через район была проведена ветка Нью-Йоркской центральной железной дороги.
В 1960-х годах, с развитием технологий обработки и хранения мясо-молочных продуктов, район начал приходить в упадок. Мясопереработка ещё продолжала оставаться основной деятельностью в районе вплоть до 1970-х годов. Но в то же время в Митпэкинге начали массово открываться ночные клубы и прочие развлекательные заведения, ориентированные кроме прочего и на геев. В 1980-х годах, с ещё большим спадом промышленной деятельности, в районе начали процветать крышевавшиеся мафией наркобизнес и проституция, в том числе с привлечением транссексуалов.
В конце 1990-х годов Митпэкинг существенно преобразился: в нём появились ориентированные на хипстеров элитные бутики таких дизайнеров, как Диана фон Фюрстенберг, Кристиан Лубутен, Александр Маккуин, Стелла Маккартни и брендов Puma, Moschino и ADAM, такие рестораны, как Pastis и 5 Ninth, а также молодёжные ночные клубы, в том числе имеющий скандальную известность Tenjune.
К 2003 году в квартале осталось лишь 35 из 250 скотобоен. В сентябре того же года городская комиссия присвоила части района статус исторической достопримечательности; в 2007 году статус распространился на весь Митпэкинг.

## Население
В 2009 году в районе насчитывалось всего 610 постоянных жителей. В расовом соотношении значительную долю занимали белые. Средний доход на домашнее хозяйство почти в два раза превышал средний показатель по городу: $89 886.

## Общественный транспорт
В Митпэкинге действует пересадочный узел «14-я улица / Восьмая авеню» Нью-Йоркского метрополитена. Район обслуживается автобусным маршрутом M11.